# Glasfrösche
Die Glasfrösche (Centrolenidae) bilden eine Familie von neuweltlichen Froschlurchen, die in tropischen Regenwäldern zwischen Süd-Mexiko im Norden und Bolivien, dem südöstlichen Brasilien sowie dem nordöstlichen Argentinien im Süden leben.

## Merkmale und Körperbau
Die Glasfrösche unterscheiden sich anatomisch von allen anderen Froschfamilien durch ein verwachsenes Fersenbein. Oberseits sind sie meist grün gefärbt, während sie unterseits eine transparente Haut haben, sodass das Herz, der Verdauungsapparat sowie die reifenden Eier von außen erkennbar sind. Mit Ausnahme des Gecko-Glasfrosches (Centrolene geckoideum), der bis zu acht Zentimeter lang wird, bleiben Glasfrösche meist kleiner als drei Zentimeter; manche erreichen sogar nur 1,5 Zentimeter Körperlänge. Sie sehen Laubfröschen ähnlich und haben wie diese Haftscheiben an den Gliedmaßenenden, die sie zum Klettern befähigen. Auffallend sind ihre oft sehr großen, stark hervorstehenden und nach vorne gerichteten Augen mit waagerecht geschlitzten Pupillen.

## Fortpflanzung

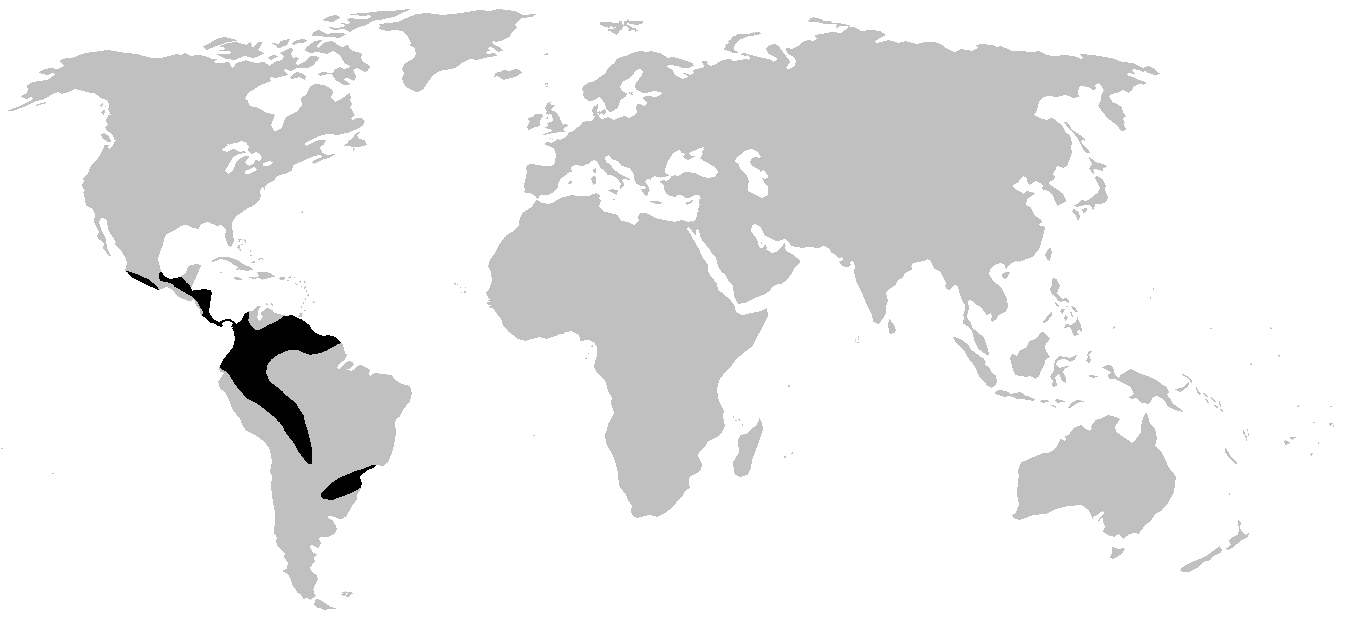
Weltweite Verbreitung der Familie Centrolenidae

Auf Blättern, die über Bächen und Flüssen hängen, legen die Weibchen einiger Arten ihre Eier ab, die oft grün gefärbt sind. Nach dem Schlüpfen fallen die Kaulquappen ins Wasser, wo sie meist verborgen am Grund leben.

## Taxonomie

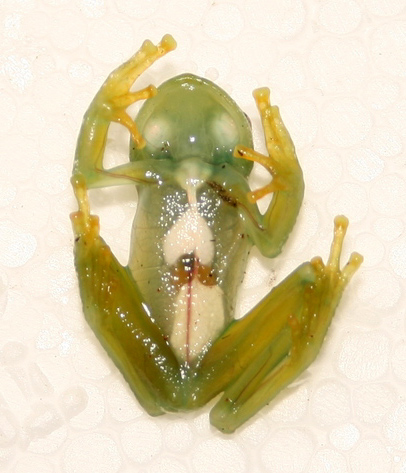
Vitreorana uranoscopa, durchsichtige Unterseite (sogar die Augäpfel zeichnen sich als helle Punkte durch die Kehlhaut ab). Die Art wurde 2024 mit Vitreorana parvula synonymisiert.

Derzeit werden 164 Arten unterschieden. Die Systematik der Glasfrösche ist noch unzureichend geklärt. Erst 2009 wurde eine weitgehende Revision vorgenommen, bei der unter anderem sieben Gattungen neu etabliert wurden, sodass derzeit von etwa 12 Gattungen auszugehen ist. Als Schwestertaxon der Centrolenidae gilt das Blattkrötchen (Allophryne ruthveni), das in einer eigenen Familie Allophrynidae geführt wird.
Stand: 23. Februar 2024
Eine Gattung konnte keiner Unterfamilie zugeordnet werden  (incertae sedis):
- Gattung Ikakogi Guayasamin, Castroviejo-Fisher, Trueb, Ayarzagüena, Rada & Vilà, 2009 (2 Arten)
  - Ikakogi ispacue Rada, Dias, Peréz-González, Anganoy-Criollo, Rueda-Solano, Pinto-E., Mejía Quintero, Vargas-Salinas & Grant, 2019
  - Ikakogi tayrona (Ruiz-Carranza and Lynch, 1991)

### Unterfamilie Centroleninae
Unterfamilie Centroleninae Taylor, 1951 (127 Arten)
Stand: 24. August 2024
- Gattung Centrolene Jiménez de la Espada, 1872 (31 Arten)
  - Centrolene acanthidiocephalum (Ruiz-Carranza & Lynch, 1989)
  - Centrolene altitudinalis (Rivero, 1968)
  - Centrolene antioquiensis (Noble, 1920)
  - Centrolene ballux (Duellman & Burrowes, 1989)
  - Centrolene buckleyi (Boulenger, 1882)
  - Centrolene camposi Cisneros-Heredia, Yánez-Muñoz, Sánchez-Nivicela & Ron, 2023
  - Centrolene charapita Twomey, Delia & Castroviejo-Fisher, 2014
  - Centrolene condor Cisneros-Heredia & Morales-Mite, 2008
  - Centrolene daidalea (Ruiz-Carranza & Lynch, 1991)
  - Centrolene elisae Franco-Mena, Vega-Yánez, Reyes-Puig & Guayasamin, 2024[3]
  - Centrolene ericsmithi Cisneros-Heredia, Yánez-Muñoz, Sánchez-Nivicela & Ron, 2023
  - Centrolene geckoidea Jiménez de la Espada, 1872
  - Centrolene heloderma (Duellman, 1981)
  - Centrolene hesperia (Cadle and McDiarmid, 1990)
  - Centrolene huilensis Ruiz-Carranza & Lynch, 1995
  - Centrolene hybrida Ruiz-Carranza & Lynch, 1991
  - Centrolene kutuku Ron, García, Brito-Zapata, Reyes-Puig, Figueroa-Coronel & Cisneros-Heredia, 2024[4]
  - Centrolene lemniscata Duellman & Schulte, 1993
  - Centrolene lynchi (Duellman, 1980)
  - Centrolene marcoreyesi Franco-Mena, Székely, Culebras, Batallas-Revelo, Reyes-Puig & Guayasamin, 2024[3]
  - Centrolene muelleri Duellman & Schulte, 1993
  - Centrolene notosticta Ruiz-Carranza & Lynch, 1991
  - Centrolene paezorum Ruiz-Carranza, Hernández-Camacho & Ardila-Robayo, 1986
  - Centrolene peristicta (Lynch & Duellman, 1973)
  - Centrolene pipilata (Lynch & Duellman, 1973)
  - Centrolene sabini Catenazzi, Von May, Lehr, Gagliardi-Urrutia & Guayasamin, 2012
  - Centrolene sanchezi Ruiz-Carranza & Lynch, 1991
  - Centrolene savagei (Ruiz-Carranza & Lynch, 1991)
  - Centrolene solitaria (Ruiz-Carranza & Lynch, 1991)
  - Centrolene venezuelense (Rivero, 1968)
  - Centrolene zarza Székely, Córdova-Díaz, Hualpa-Vega, Hualpa-Vega & Székely, 2023
- Gattung Nymphargus Cisneros-Heredia & McDiarmid, 2007 (43 Arten)
- Tribus Cochranellini Guayasamin, Castroviejo-Fisher, Trueb, Ayarzagüena, Rada & Vilà, 2009 (vor 2009 waren alle Gattungen der Tribus in der Gattung Cochranella vereinigt)
  - Gattung Chimerella Guayasamin, Castroviejo-Fisher, Trueb, Ayarzagüena, Rada & Vilà, 2009 (3 Arten)
    - Chimerella corleone Twomey, Delia & Castroviejo-Fisher, 2014
    - Chimerella mariaelenae (Cisneros-Heredia & McDiarmid, 2006)
    - Chimerella mira Köhler, Venegas, Castillo-Urbina, Glaw, Aguilar-Puntriano & Vences, 2023

  - Gattung Cochranella Taylor, 1951 (8 Arten)
    - Cochranella erminea Torres-Gastello, Suárez-Segovia & Cisneros-Heredia, 2007
    - Cochranella euknemos (Savage & Starrett, 1967)
    - Cochranella granulosa (Taylor, 1949)
    - Cochranella guayasamini Twomey, Delia & Castroviejo-Fisher, 2014
    - Cochranella litoralis (Ruiz-Carranza & Lynch, 1996)
    - Cochranella mache Guayasamin & Bonaccorso, 2004
    - Cochranella nola Harvey, 1996
    - Cochranella resplendens (Lynch & Duellman, 1973)

  - Gattung Espadarana Guayasamin, Castroviejo-Fisher, Trueb, Ayarzagüena, Rada & Vilà, 2009 (5 Arten)
    - Espadarana andina (Rivero, 1968)
    - Espadarana audax (Lynch & Duellman, 1973)
    - Espadarana callistomma (Guayasamin & Trueb, 2007)
    - Espadarana durrellorum (Cisneros-Heredia, 2007)
    - Espadarana prosoblepon (Boettger, 1892)

  - Gattung Rulyrana Guayasamin, Castroviejo-Fisher, Trueb, Ayarzagüena, Rada & Vilà, 2009 (6 Arten)
    - Rulyrana adiazeta (Ruiz-Carranza & Lynch, 1991)
    - Rulyrana flavopunctata (Lynch & Duellman, 1973)
    - Rulyrana mcdiarmidi (Cisneros-Heredia, Venegas, Rada & Schulte, 2008)
    - Rulyrana saxiscandens (Duellman & Schulte, 1993)
    - Rulyrana spiculata (Duellman, 1976)
    - Rulyrana susatamai (Ruiz-Carranza & Lynch, 1995)

  - Gattung Sachatamia Guayasamin, Castroviejo-Fisher, Trueb, Ayarzagüena, Rada & Vilà, 2009 (5 Arten)
    - Sachatamia albomaculata (Taylor, 1949)
    - Sachatamia electrops Rada, Jeckel, Caorsi, Barrientos, Rivera-Correa & Grant, 2017
    - Sachatamia ilex (Savage, 1967)
    - Sachatamia orejuela (Duellman & Burrowes, 1989)
    - Sachatamia punctulata (Ruiz-Carranza & Lynch, 1995)

  - Gattung Teratohyla Taylor, 1951 (5 Arten)
    - Teratohyla adenocheira (Harvey & Noonan, 2005)
    - Teratohyla amelie (Cisneros-Heredia & Meza-Ramos, 2007)
    - Teratohyla midas (Lynch & Duellman, 1973)
    - Teratohyla pulverata (Peters, 1873)
    - Teratohyla spinosa (Taylor, 1949)

  - Gattung Vitreorana Guayasamin, Castroviejo-Fisher, Trueb, Ayarzagüena, Rada & Vilà, 2009 (10 Arten)
    - Vitreorana antisthenesi (Goin, 1963)
    - Vitreorana assuh Zucchetti, Rojas-Padilla, Dias, Solé, Orrico & Castroviejo-Fisher, 2023
    - Vitreorana baliomma Pontes, Caramaschi & Pombal, 2014
    - Vitreorana castroviejoi (Ayarzagüena & Señaris, 1997)
    - Vitreorana eurygnatha (Lutz, 1925)
    - Vitreorana franciscana Santana, Barros, Pontes & Feio, 2015
    - Vitreorana gorzulae (Ayarzagüena, 1992)
    - Vitreorana helenae (Ayarzagüena, 1992)
    - Vitreorana parvula (Boulenger, 1895)
    - Vitreorana ritae (Lutz, 1952)
    - Vitreorana uranoscopa wurde 2024 mit Vitreorana parvula synonymisiert.[1]
- Einige Arten konnten keiner Gattung eindeutig zugeordnet werden (incertae sedis):
  - „Centrolene“ azulae (Flores and McDiarmid, 1989)
  - „Centrolene“ medemi (Cochran and Goin, 1970)
  - „Centrolene“ petrophilum Ruiz-Carranza and Lynch, 1991
  - „Centrolene“ quindianum Ruiz-Carranza and Lynch, 1995
  - „Centrolene“ robledoi Ruiz-Carranza and Lynch, 1995
  - „Cochranella“ duidaeana (Ayarzagüena, 1992)
  - „Cochranella“ euhystrix (Cadle and McDiarmid, 1990)
  - „Cochranella“ geijskesi (Goin, 1966)
  - „Cochranella“ ramirezi Ruiz-Carranza and Lynch, 1991
  - „Cochranella“ riveroi (Ayarzagüena, 1992)
  - „Cochranella“ xanthocheridia Ruiz-Carranza and Lynch, 1995

### Unterfamilie Hyalinobatrachinae
Unterfamilie Hyalinobatrachinae Guayasamin, Castroviejo-Fisher, Trueb, Ayarzagüena, Rada & Vilà, 2009 (37 Arten)
Stand: 23. Februar 2024
- Gattung Celsiella Guayasamin, Castroviejo-Fisher, Trueb, Ayarzagüena, Rada & Vilà, 2009 (2 Arten)
  - Celsiella revocata (Rivero, 1985)
  - Celsiella vozmedianoi (Ayarzagüena and Señaris, 1997)
- Gattung Hyalinobatrachium Ruiz-Carranza & Lynch, 1991 (35 Arten)
  - Hyalinobatrachium dianae Kubicki, Salazar & Puschendorf, 2015
  - Hyalinobatrachium pellucidum (Lynch & Duellman, 1973)
  - Hyalinobatrachium valerioi (Dunn, 1931)
  - Hyalinobatrachium yaku Guayasamin, Cisneros-Heredia, Maynard, Lynch, Culebras & Hamilton, 2017

Der Name der Unterfamilie, deren typische Gattung Hyalinobatrachium ist, müsste eigentlich Hyalinobatrachiinae (mit doppeltem i) lauten, die inkorrekte Schreibweise wird jedoch nach Artikel 29.4 des ICZN beibehalten.

Verschiedene Arten von Glasfröschen
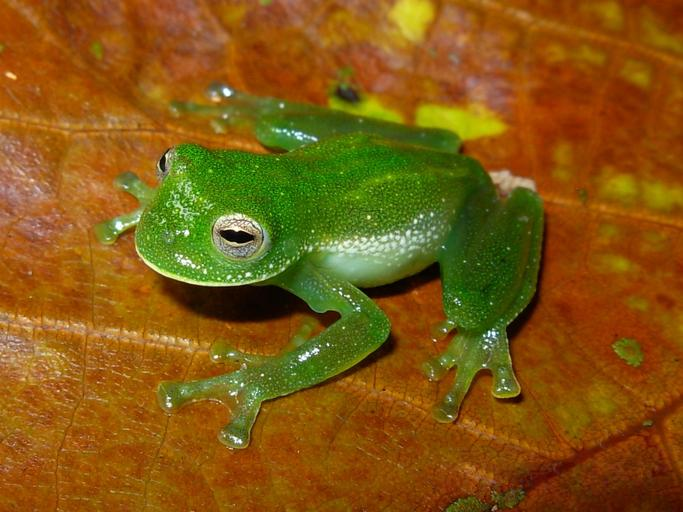
Centrolene antioquiense
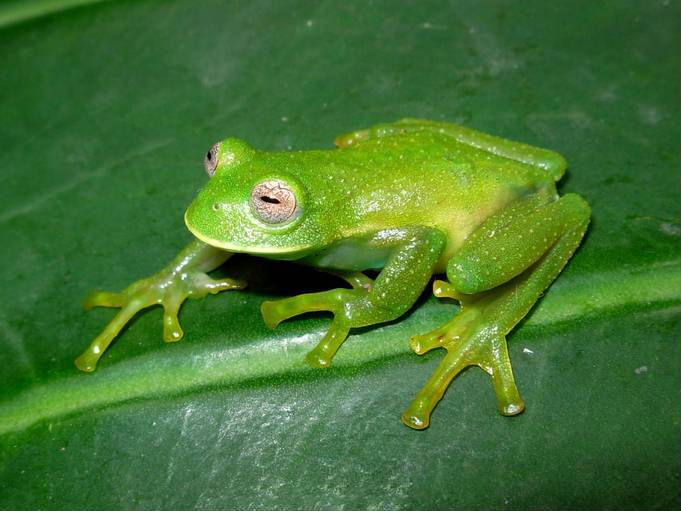
Centrolene buckleyi
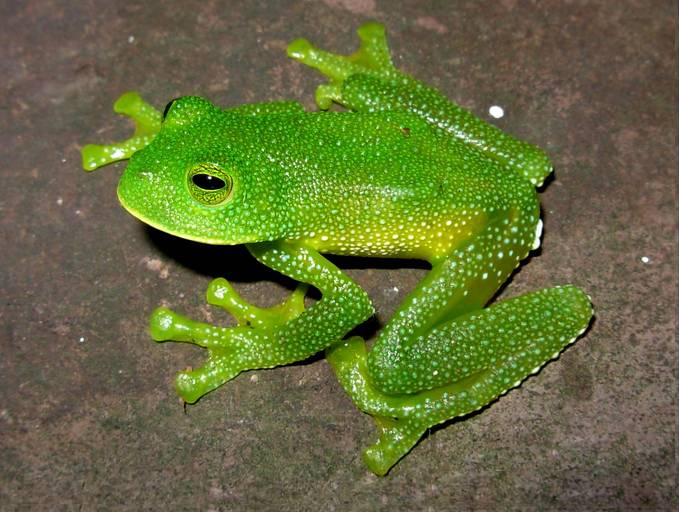
Centrolene paezorum
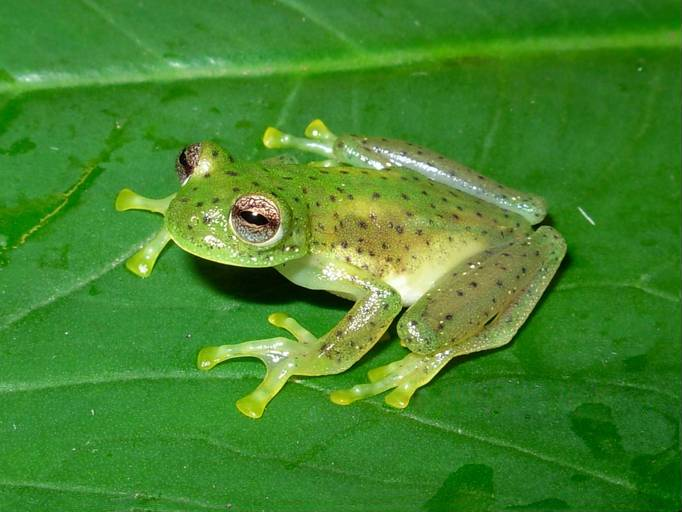
Centrolene quindianum
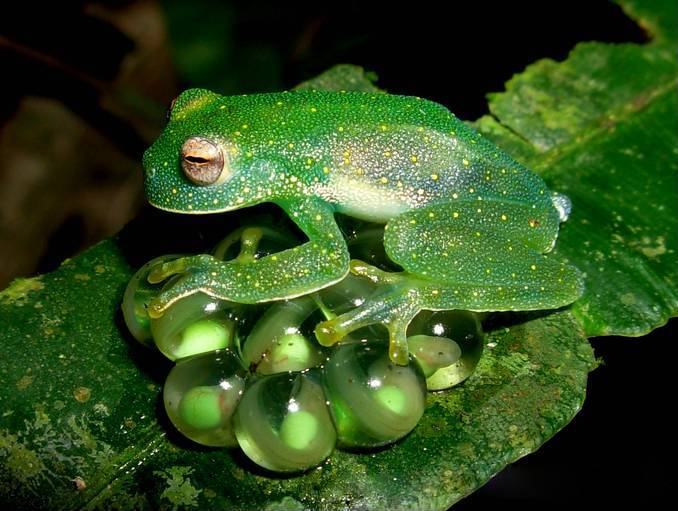
Centrolene savagei mit Gelege
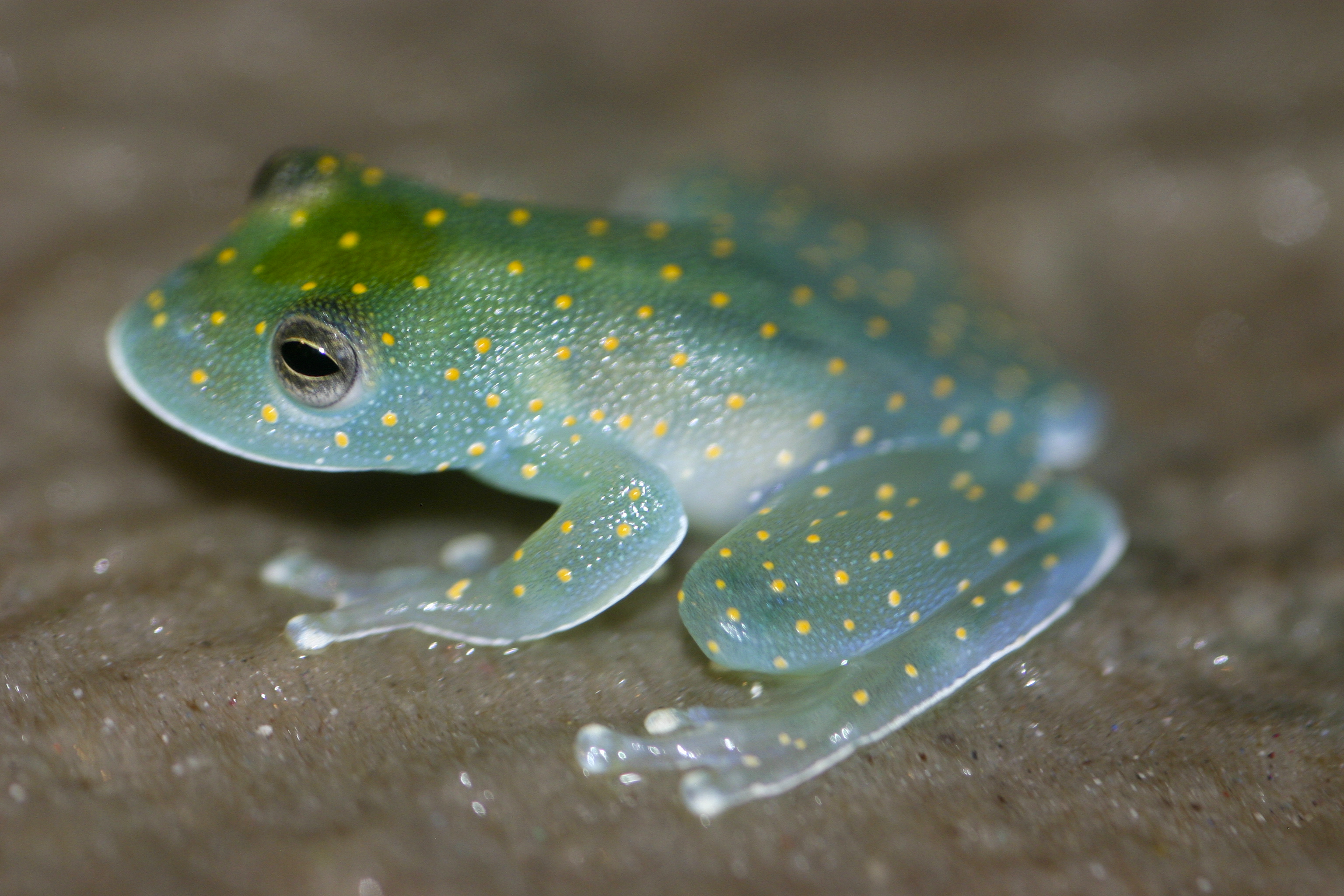
Cochranella euknemos
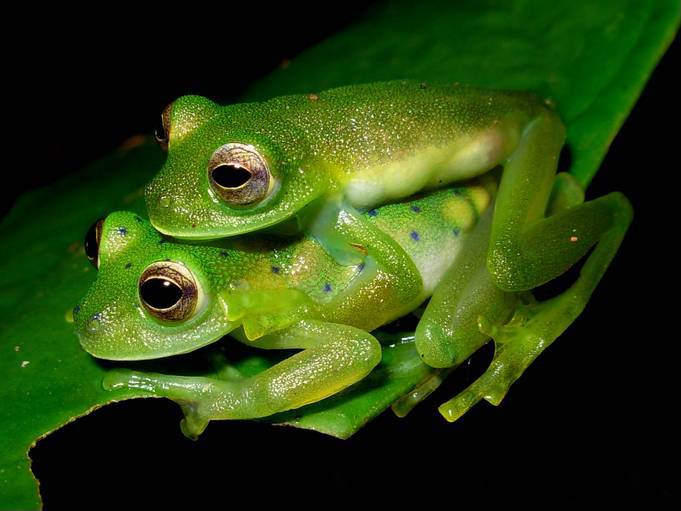
Espadarana prosoblepon in Amplexus
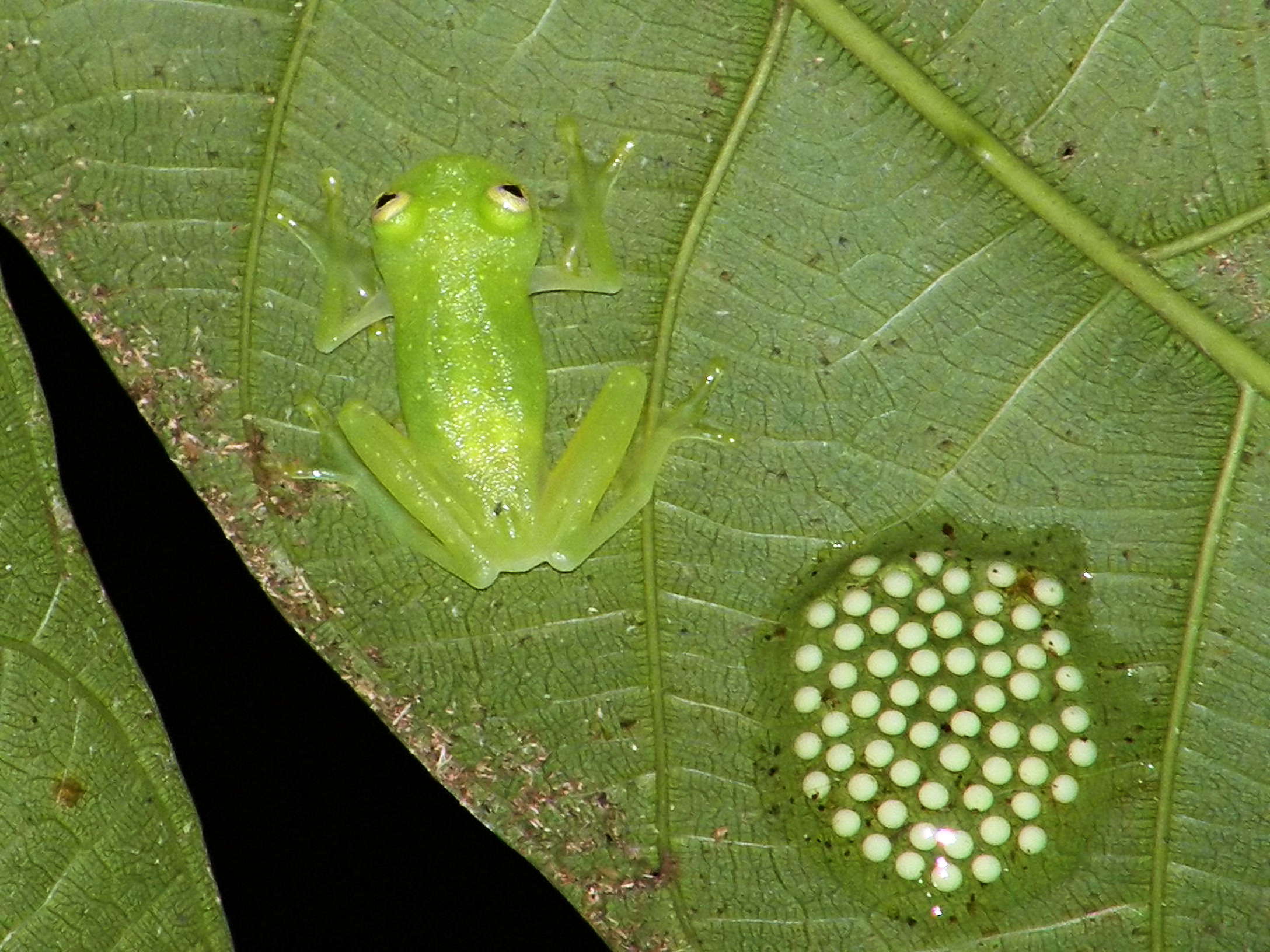
Hyalinobatrachium colymbiphyllum neben einem Eigelege
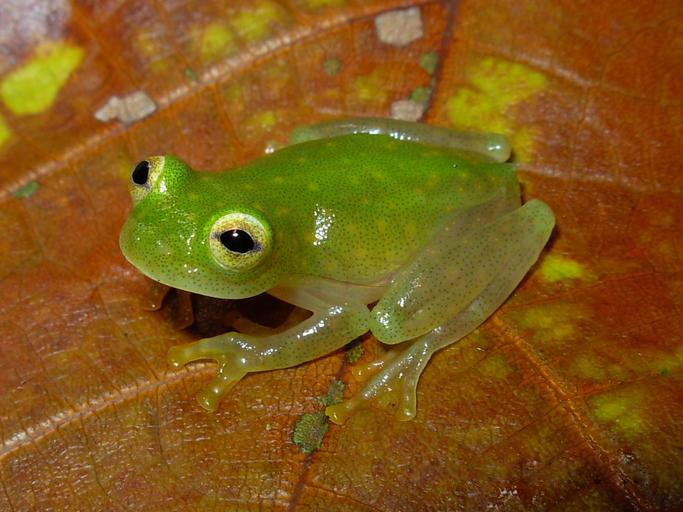
Hyalinobatrachium fleischmanni
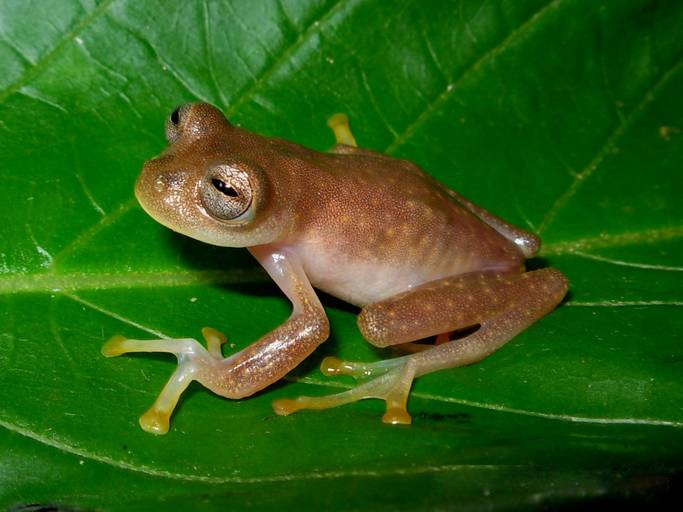
Nymphargus rosada
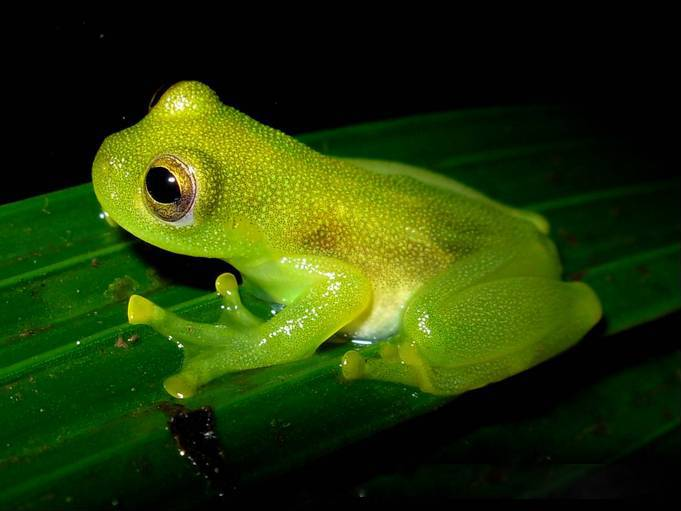
Rulyrana susatamai
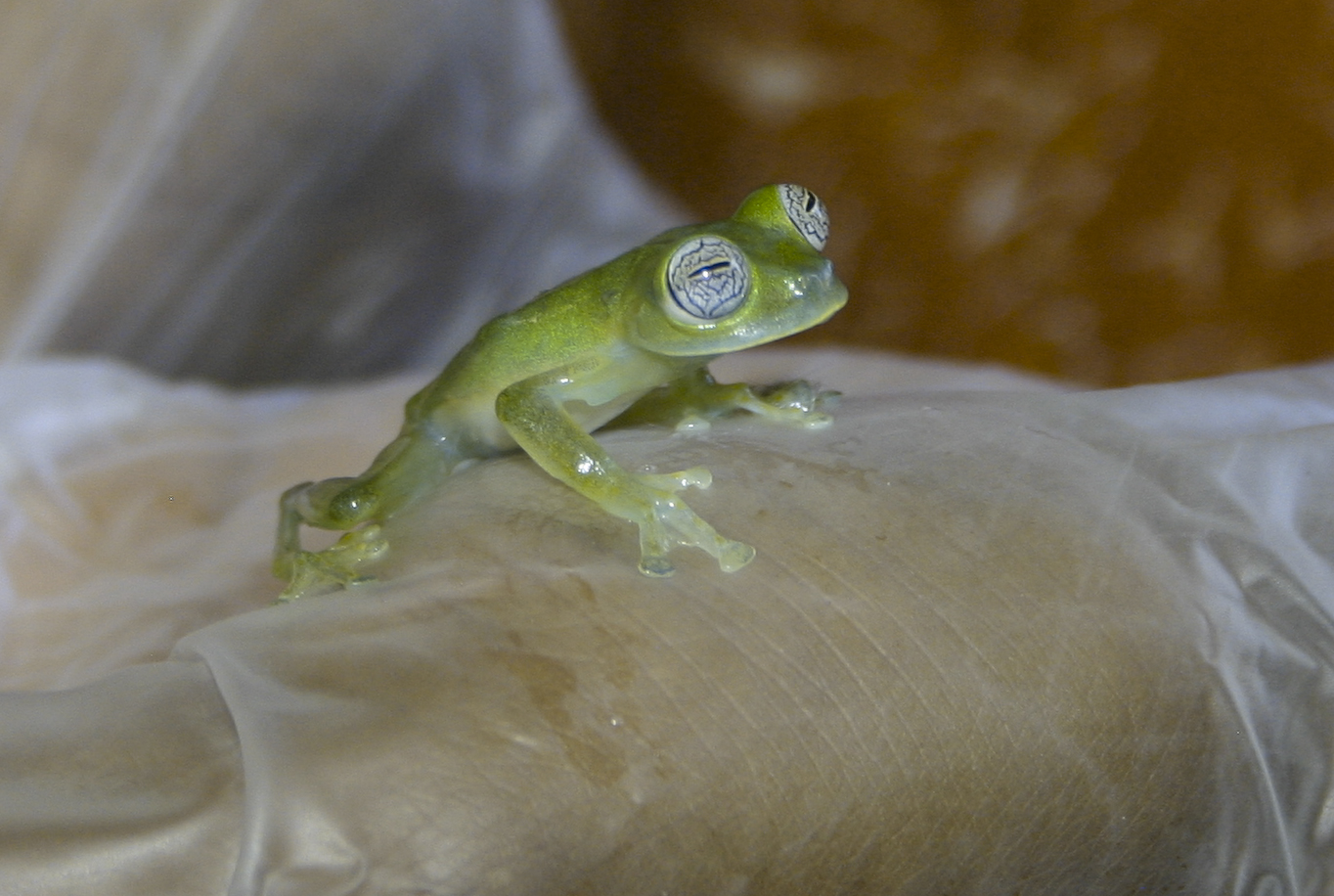
Sachatamia ilex
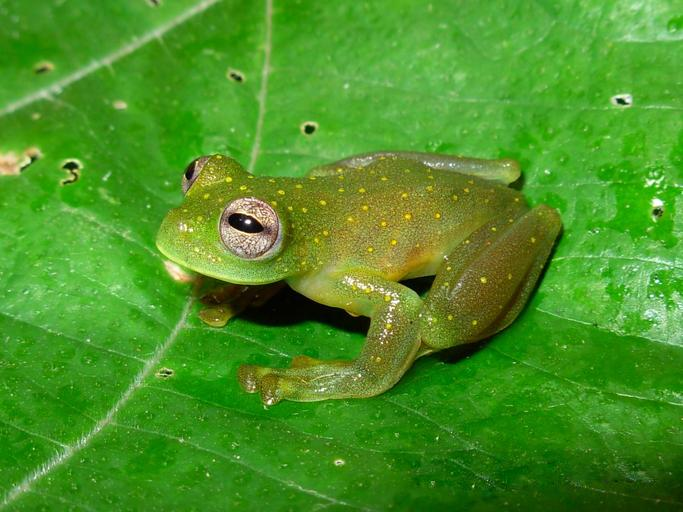
Sachatamia punctulata
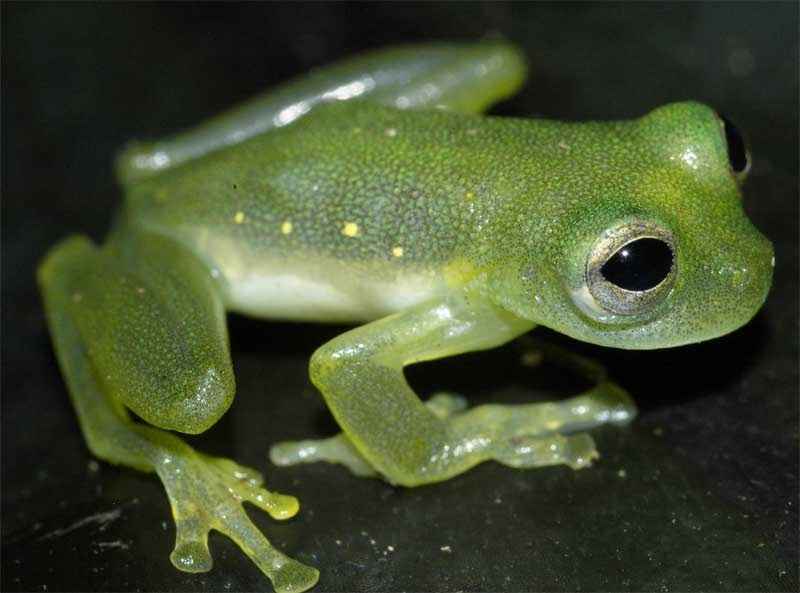
Teratohyla midas

## Schutz
2022 wurde die Aufnahme der Glasfrösche in den Anhang II des Washingtoner Artenschutzübereinkommens beschlossen.